# اچ‌ام‌اس استرافورد (۱۷۳۵)
اچ‌ام‌اس استرافورد (۱۷۳۵) (به انگلیسی: HMS Strafford (1735)) یک کشتی بود که طول آن ۱۴۴ فوت (۴۳٫۹ متر) بود.